# Kroningsmars (Bridge)
Frank Bridge componeerde zijn Kroningsmars voor een competitie in 1911, terwijl hij bezig was met wat later zijn beroemdste werk zou worden: De zee. Hij had al eerder een werk ingezonden ter gelegenheid van de kroning van koning Eduard VII van het Verenigd Koninkrijk in 1901, maar dat werk had geen succes. In 1911 probeerde Bridge het opnieuw, nu voor de kroning van koning George V van het Verenigd Koninkrijk. Bridge had op zijn inzending "Animo ed fide" neergeschreven. Het mocht niet baten, Bridge kreeg ook deze partituur teruggezonden, het werk zou (net als vele andere inzendingen) niet gespeeld worden. Bridge voorzag daarop zijn bladmuziek van "Damn!". Omdat het specifiek voor een kroning is geschreven, kon Bridge het ook niet aanwenden voor andere doeleinden en het werk verdween in de la. De Chandos-uitgave uit 2003 vermeldde dat zij de eersten waren die het werk vastlegden, het was toen 2002.
Achteraf werd gesteld, dat de muziek voor kroningsmuziek te veel wisselingen in stijl, tempo en toonsoort liet horen.

## Discografie
- Uitgave Chandos: BBC National Orchestra of Wales o.l.v. Richard Hickox (opname 2002)